# جيمس كانتيرو
جيمس كانتيرو (بالإسبانية: James Cantero)‏ (7 فبراير 1967 في الأوروغواي - ) هو لاعب كرة قدم أوروغواني في مركز الهجوم. لعب مع ديفينسور سبورتينغ ورامبلا جونيورز وريال مورسيا ونادي لاردة وC.S. Uruguay de Coronado ‏.

## وصلات خارجية
- جيمس كانتيرو على موقع قاعدة بيانات كرة القدم.إي يو (الإنجليزية)